# Метаморфічні родовища
Метаморфічні родовища (рос. метаморфические месторождения, англ. metamorphic deposits; нім. metamorphische Lagerstätten f pl) — поклади корисних копалин, що виникають внаслідок метаморфізму гірських порід.
Наприклад, при метаморфічному перетворенні вапняків виникають мармури, при метаморфізмі пісковиків формуються кварцити, при низькому рівні метаморфізму глинистих сланців можуть утворитися покрівельні сланці, а при високому — родовища андалузиту, кіаніту і силіманіту. Особливий тип ударного метаморфізму пов'язаний з падінням метеоритів, інших небесних тіл. Імпактити, які при цьому виникають, містять скупчення дрібних алмазів.